# Тар-Амандил
Тар Амандил е измислен герой в книгите на Джон Роналд Руел Толкин „Силмарилион“ и „Книга на изгубените легенди“, третият крал на Нуменор
Амандил, или както е наречен след качването си на престола на нуменорските крале Тар-Амандил, е третият крал на Нуменор, роден през 192 година. Той управлява 148 години и преотстъпва скиптъра през 590 г. Тар-Амандил умира през 60З в покоите си от естествена смърт.